# NGC 3415
NGC 3415 (również PGC 32579 lub UGC 5969) – galaktyka spiralna (S0-a), znajdująca się w gwiazdozbiorze Wielkiej Niedźwiedzicy. Odkrył ją William Herschel 15 stycznia 1788 roku.